# Водине
Водине (пол. Wodynie) — село в Польщі, у гміні Водине Седлецького повіту Мазовецького воєводства.
Населення — 603 особи (2011).
У 1975-1998 роках село належало до Седлецького воєводства.

## Демографія
Демографічна структура станом на 31 березня 2011 року:
|          | Загалом | Допрацездатний вік | Працездатний вік | Постпрацездатний вік |
| -------- | ------- | ------------------ | ---------------- | -------------------- |
| Чоловіки | 293     | 54                 | 209              | 30                   |
| Жінки    | 310     | 65                 | 168              | 77                   |
| Разом    | 603     | 119                | 377              | 107                  |